# Тон (село)
Тон (кирг. Тоң) — село в Тонском районе Иссык-Кульской области Кыргызстана. Административный центр Тонского аильного округа. Код СОАТЕ — 41702 220 815 01 0.

## Население
По данным переписи 2009 года, в селе проживало 1405 человек.